# El verano de los peces voladores
El verano de los peces voladores és una pel·lícula franco-xilena dirigida per Marcela Said.
La pel·lícula va ser estrenada durant la Quinzena dels Realitzadors al 66è Festival Internacional de Cinema de Canes. Fou protagonitzada per Gregory Cohen, Francisca Walker, María Izquierdo, Roberto Cayuqueo i Bastián Bodenhöfer.

## Argument
Manena està de vacances al sud de Xile amb el seu pare Francisco, un ric terratinent. Francisco està obsessionat amb eliminar les carpes a la seva llacuna artificial, recorrent a cada vegada més mètodes extrems com utilitzar explosius. Manena sembla ser l'única qui percep la tensió creixent que les accions del seu pare provoquen a la comunitat maputxe del lloc, qui reclamen accés a aquestes terres.

## Repartiment
- Gregory Cohen – Francisco
- Francisca Walker – Manena
- María Izquierdo – Teresa
- Roberto Cayuqueo – Pedro
- Bastián Bodenhöfer – Carlos
- Guillermo Lorca – Lorca
- Paola Lattus – Ester
- Emilia Lara – Isidora
- Enrique Soto – Nacho
- Pablo Banderas - Hijo

## Producció
La directora xilena, Marcela Said, tracta amb molta delicadesa el tema de la història basada en el conflicte entre els maputxes nadius i els propietaris de terres blancs d'ascendència europea, i representa amb gran habilitat el drama i l'emoció de la pel·lícula d'una manera realista. realitat, que es complementa encara més amb la seva elecció d'actors que no tenen experiència en la interpretació cinematogràfica. L'efecte global de la pel·lícula és una barreja de ficció i no ficció. A part de fer un esforç per donar-li un toc gràfic a la història, sembla que la directora va intentar treure a la llum la gran injustícia comesa pels rics colons blancs als maputxes natius d'Amèrica del Sud.
La pel·lícula és basada en un tema sociopolític pot atraure una secció distintiva del públic del cinema, però no gaire al mercat comercial. Tanmateix, també ha tingut algunes crítiques crítiques sobre la cobertura mediàtica després del 66è Festival Internacional de Cinema de Canes. Segons Hollywood Reporter, la pel·lícula pateix una narrativa pobra, una caracterització poc profunda i una motivació vaga.

## Premis
Va rebre el Tercer Premi coral al Festival Internacional del Nou Cinema Llatinoamericà de l'Havana de 2013.